# Gustav Krklec

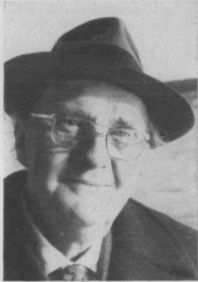
Gustav Krklec (1969)

Gustav Krklec (serbokroatisch-kyrillisch Густав Крклец; * 23. Juni 1899 in Karlovac, Österreich-Ungarn; † 30. Oktober 1977 in Zagreb, SFR Jugoslawien) war ein jugoslawischer Dichter.

## Leben
Er war der Sohn von Gustav Krklec und Hermine Wells. Die Familie stammte aus dem Dorf Lupinjak, unweit von Krapina im kroatischen Zagorje, zog Anfang des 20. Jahrhunderts zog aus beruflichen Gründen des Vaters nach Maruševac, ein Dorf zwischen Varaždin und Ivanec in Kroatisch-Zagorien, wo Krklec seine Jugend zusammen mit seinen Geschwistern (zwei Brüder, drei Schwestern) verbrachte. Ab 1905 besuchte er dort die Volksschule. Während der Schulferien reiste er oft nach Budapest, wo Verwandte seiner Mutter lebten. 1909 kam er nach Varaždin und besuchte das altsprachliche Gymnasium. Im zweiten Schuljahr dort lebte er bei dem damals bekannten Direktor der Volksschule Mihovil Palmović, dem Bruder des Dichters Andrija Palmović.
Dort kam er auch erstmals in Berührung mit der Poesie von Andrija Palmović, die einen großen Einfluss auf ihn hatte. Weitere große Einflüsse hatten die Dichter und Schriftsteller Zvonko Milković, Branko Radičević und Pero Magerl Gotalovački.
Im Jahr 1912 nahm er an einem Streik und einer Demonstration gegen das Regime des Banus Čuvaja teil, weshalb er oft umsiedeln und die Arbeit wechseln musste.
1915 verließ er Varaždin und siedelte nach Zagreb über. In dieser Zeit las er Werke bedeutender Schriftsteller wie A. Šantić, S.S. Kranjčević, V. Nazor, A.G. Matoš, V. Vidrić, I. Sekulić. Mit Antun Branko Šimić begeisterte er sich für die Gedichte Verlaines, Rilkes und der deutschen Expressionisten. Seine Arbeiten veröffentlichte er in Ilustrirani list und Koprive unter verschiedenen Pseudonymen: Kage, Kumordinar Žorž, Pik, Pub u. a.
Nach Abschluss der siebten Klasse des Gymnasiums ging er nach Sušak, wo er 1918 sein Abitur ablegte. Während des Aufenthalts in Sušak lernte er die Poesie von Vladimir Nazor gründlicher kennen. Im Herbst besuchte er dann die Hochschule für Bodenkultur in Wien. Zusammen mit Antun Branko Šimić und Nika Miličević rief Krklec 1919 die Zeitschrift Juriš (Angriff) ins Leben. Das Unternehmen scheiterte aus Kostengründen und Meinungsverschiedenheiten innerhalb der Gruppe. Ebenfalls 1919 lernte er den kroatischen Schriftsteller Tin Ujević kennen, mit dem er viel Zeit in Belgrad, Sarajevo, Split und in anderen Städten verbrachte. Im selben Jahr heiratete er seine Frau Persida Karsnijević, mit der er bis 1925 verheiratet war. 1921 kam sein Sohn Srda zur Welt, der jedoch vier Jahre später starb. In Zemun wurde 1922 seine Tochter Gordana geboren. Im September 1941 siedelte er nach Zemun um und heiratete am 1. Oktober seine zweite Frau Mirjana Jovanović. 1947 wurde seine Tochter Katarina geboren.
Im Jahr 1976 erkrankte er schwer und starb im Oktober 1977. Er wurde auf dem Zagreber Friedhof Mirogoj am 2. November 1977 beigesetzt.

## Werk
Ab 1915 veröffentlichte er Lieder und Gedichte in der Zeitschrift Šišmiš, gewöhnlich unter dem Pseudonym Kage.
1920 veröffentlichte er seinen ersten und einzigen Roman Beskućnici und im selben Jahr erschien seine zweite Gedichtsammlung Srebrna cesta. 1923 befasste sich Krklec immer mehr mit dem Übersetzen. Er übersetzt I. Renn (Rat), Erich Kästner (Emil i detektivi) u. a. 1926 erschien seine Sammlung Ljubav ptica in Belgrad, für die er ausgezeichnet wurde. Daraufhin reiste er nach Paris, wo er Isaak Babel, Ilja Ehrenburg und Ernest Hemingway kennenlernte.
1951 veröffentlichte er die Sammlung Lirska petoljetka, 1954 das Buch Lica i krajolici, 1955 die Sammlung Žubor života und 1961 Izabrane pjesme. 1969 erhielt er die Auszeichnung Vladimir Nazor für sein Lebenswerk. 1970 entwarf er Bilderbücher für Kinder. Im selben Jahr wurde ein Kinderfilm, nach den Texten aus der Sammlung Majmun i naočale gedreht. 1971 erschien sein Buch Pisci i djela.
Seine Gedichte wurden ins Deutsche, Französische, Ungarische, Tschechische, Englische übersetzt.

## Ehrungen
In Zagreb ist eine Grundschule nach ihm benannt.